# Josef Blättler (Politiker, 1880)
Josef Alois Adolf Blättler (* 25. Juni 1880 in Ennetmoos; † 21. Dezember 1962 in Oberdorf NW) war ein Schweizer Politiker. Von 1940 bis 1946 gehörte er als Vertreter der Bannalper dem Regierungsrat des Kantons Nidwalden an.

## Leben
Josef Blättler, Bürger von Wolfenschiessen, wurde als Sohn des Landwirts (Josef) Alois Blättler und der Christina Amstutz auf dem Hof Im Feld am Rotzberg geboren. Die ersten Lebensjahre verbrachte er allerdings in Kriens. Im Alter von zwölf Jahren zog es Familie Blättler wieder in die Nidwaldner Heimat. Der Vater kaufte den Hof Gigi in der Gemeinde Oberdorf NW. Nach der Schule wurde Blättler Landwirt und arbeitete auf dem Hof des Vaters, den er nach dessen Tod übernahm. Ab 1902 war er für sechs Jahre Gemeindeschreiber von Oberdorf NW.
Sein erstes politisches Amt übernahm Josef Blättler 1908 mit seiner Wahl in den Gemeinderat. Er gab dieses Amt am Ende der sechsjährigen Wahlperiode wieder ab und wurde 1914 Mitglied der Gemeindesteuerkommission und stellvertretender Friedensrichter von Oberdorf NW. Ab 1919 war Blättler Friedensrichter und ab 1923 zusätzlich noch Armenrat sowie Kirchenrat. 1931 wurde er Mitglied des Schulrats.
Seine politische Laufbahn auf kantonaler Ebene begann er 1919 als Ratsherr im Landrat und Josef Blättler wurde Mitglied der Landwirtschafts- und Forstkommission sowie der Viehschaukommission. Im Jahr 1923 wurde er Ersatzmann der Güterschatzungskommission und 1926 Vizepräsident dieser Kommission. Das Jahr 1931 brachte ihm den Einzug in das Obergericht und als Landschätzer. Blättler blieb bis zu seiner Wahl in den Regierungsrat Mitglied des Obergerichts und Landschätzer auch noch nach dieser Wahl. Zwischen 1939 und 1952 war er Mitglied der Kantonalen Steuerverwaltung. Im selben Jahr wurde er (bis zum Rücktritt 1957) Zivil-Kommissär. Das Volk wählte ihn an der Landsgemeinde 1940 in den Regierungsrat. Er blieb fünf Jahre in der Nidwaldner Regierung und übernahm das Amt als Vorsteher des kantonalen Steuerwesens und des stellvertretenden Vorstehers der Landwirtschafts- und Forstdirektion. Mitglied der kantonalen Ackerbaukommission und der Brandversicherungskommission wurde Blättler im Jahr 1943. Ab 1946 war er erneut für drei Jahre Oberrichter.
Josef Blättler heiratete am 16. November 1923 in Stans Josefina Wyrsch. Aus dieser Ehe stammen sieben Kinder (vier Söhne und drei Töchter). Ein Sohn starb im Kindesalter. Beruflich bedingt hatte er noch zahlreiche Ämter. Er war Präsident des Bauernverbands und des Obstbauvereins Nidwalden, Stiftungsrat der Bauernhilfskasse Nidwalden, ab 1908 Zuchtbuchführer sowie Bannwart auf der Alp Trübsee. Ausserdem war Blättler von 1940 bis 1962 Mitglied des Verwaltungsrats der Ersparniskasse Nidwalden.